# Tábuas de bronze

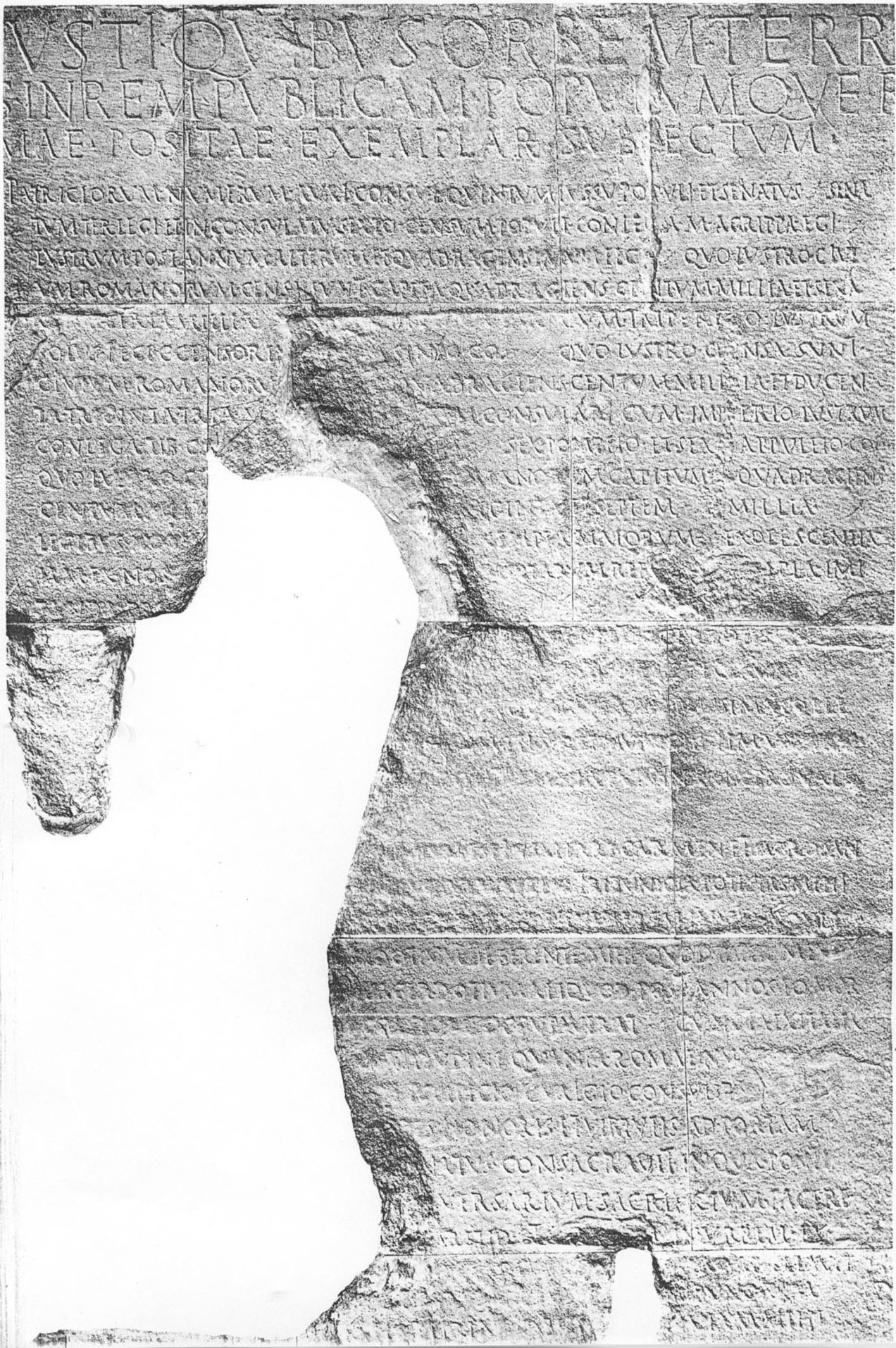
Rês Gestae Divi Augusti, "a rainha das inscrições" segundo Mommsen, é o texto que se inscreveu em tabelas de bronze muito próximo do Mausoleo de Augusto em Roma para perpetuar seus "gestas", e do que teve cópias por todo o império.

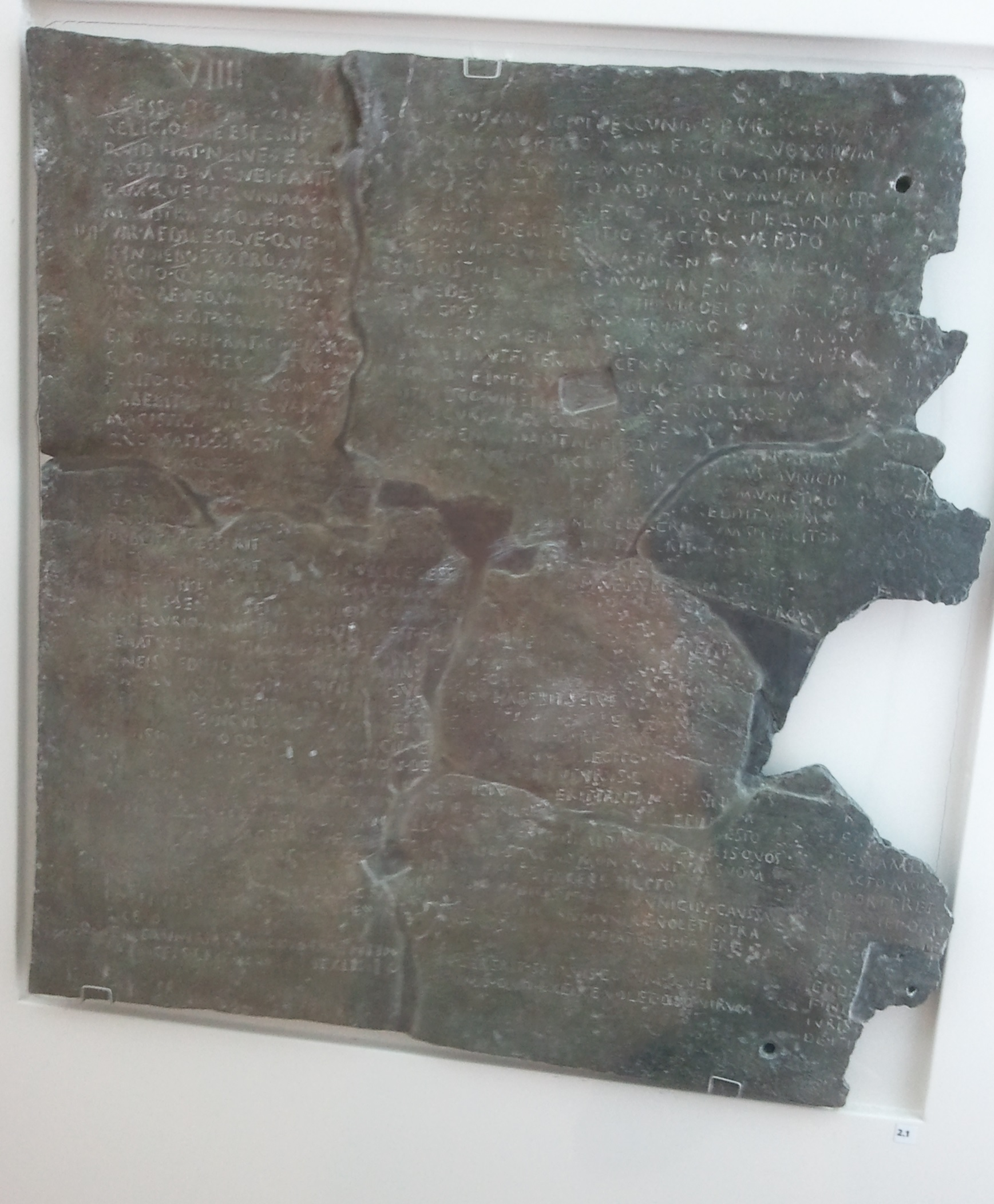
Lex municipii Tarentini.

Tábuas de bronze ou letras de bronze é um tópico com o que se designa a um texto ou uma ideia digna da eternidade, representada na permanência que outorga ser escrita em bronze. Gravar em pedra, que também outorga grande duração, o que se recolhe num tópico similar ("palavras lapidarias" ou "discurso lapidário" -digno de ser gravado em pedra-), é considerado topicamente como menos permanente; como ocorre no Êxodo com as primeiras Tabelas da Lei que Moisés baixou do Sinai, e que rompeu ao contemplar a impiedade dos israelitas. Na Mesopotâmia, o Enuma Elish narra como Marduk consegue as tabelas de bronze do destino (a escritura mesopotâmica se realizava sobre tablillas de arcilla).
O tópico verba volant, scripta manent ("o escrito, escrito fica, as palavras leva-lhas o vento") pode ser entendido de uma maneira similar, mas também oposta (a escritura, ao as fixar, mata às "aladas palavras").
A epigrafía em bronze usou-se para algumas das primeiras leis escritas, como a lei das XII tabelas romana, conservada no Tabularium. O Mausoleo de Augusto continha tabelas de bronze que se reproduziram por todo o Império. A Lex de Império Vespasiani foi escrita numa tabela de bronze. As cláusulas dos acordos de Roma com Cartago escreveram-se em tabelas de bronze que se guardavam no Capitolio, e igualmente os cartagineses fizeram o próprio com sua cópia dos tratados.
Em outras civilizações, dos fenicios conserva-se o Silabario de Biblos. Há depoimentos literários que atribuem a Tartessos leis escritas em verso sobre tabelas de bronze. Na Antiga Grécia, as normas dos Jogos Olímpicos estavam gravadas em tabelas de bronze que se encontravam na sede do Senado Olímpico. O máximo prestígio obtiveram os legisladores gregos (Licurgo de Esparta, leis de Solón), deixassem ou não suas leis escritas em bronze ou em pedra (leis de Gortina). As antigas inscrições chinesas em bronze tinham como suporte sinos (zhōng) ou calderos de trípode (dǐng).
Em Tusculum achou-se uma tabela de bronze do ano 406 em honra do cónsul Anicio Probo e sua irmã Anicia. Em Gubbio conserva-se um conjunto de sete tabelas de bronze que contêm rituales e normas de uma cofradía de sacerdotes.
Na epigrafía de Hispania romana foram abundantes os pactos de hospitalidade (veja-se também "apretón de mãos") fixados em cartas tabulas (tabelas de bronze) e as leis municipais. Na Serra Sur de Sevilla encontrou-se a Lex Irnitana, parte das dez tabelas de bronze que compunham a Lex municipii Flavii Irnitanii. As leis municipais de Malaca (das cinco tabelas de bronze das que estava composta a Lex Flavia Malacitana só se conservam algumas) e Salpensa (Lex Salpensa) se acharam em 1851, e foram estudadas por Rodríguez de Berlanga e Theodor Mommsen. Outro importante exemplo achou-se no Alamillo (Cañete das Torres). Quiçá as duas tabelas de bronze mais importantes da Hispania romana sejam o bronze de Ascoli (relativo aos hispanos da Turma Salluitana) e o bronze de Botorrita.
Os monumentos romanos costumavam levar letras de bronze que, ainda que em sua maioria têm desaparecido, podem reconstruir pelas marcas de fixação que permanecem na pedra.
A começos do século XIX David Ricardo e outros economistas liberais clássicos, para indicar o determinismo que impedia aos salários aumentar acima do nível de subsistência, utilizaram a expressão "lei de bronze dos salários".
Também o mormonismo utilizou a imagem das tabelas de bronze para a origem de seus textos sagrados (Nefi).